# Nyitra–Trencséni Közlöny
A Nyitra–Trencséni Közlöny regionális hetilap volt a Magyar Királyságban. Első lapszáma 1872. január 2-án jelent meg gróf Nyári Simon szerkesztésében. Neugebauerné Nyomdája adta ki Nyitrán. Utolsó lapszáma 1872. május 2-án jelent meg.